# Тінгрі
28°39′36″ пн. ш. 87°07′30″ сх. д. / 28.66° пн. ш. 87.125° сх. д.
Тінгрі (кит. 定日县, пін. Dìngrì Xiàn, трансліт. Tingri) — один із повітів КНР у складі префектури Шигацзе, Тибетський автономний район. Адміністративний центр — містечко Шелкар.

## Географія
Повіт Тінгрі у середньому лежить на висоті понад 4300 метрів над рівнем моря у центральній частині Великих Гімалаїв — найвища гора світу знаходиться тут, на кордоні з Непалом.

### Клімат
Повіт лежить у зоні так званої «гірської тундри», котра характеризується кліматом арктичних пустель. Найтепліший місяць — липень із середньою температурою 12,3 °C. Найхолодніший місяць — січень, із середньою температурою −6,6 °С.
| Клімат повіту Тінгрі    | Клімат повіту Тінгрі | Клімат повіту Тінгрі | Клімат повіту Тінгрі | Клімат повіту Тінгрі | Клімат повіту Тінгрі | Клімат повіту Тінгрі | Клімат повіту Тінгрі | Клімат повіту Тінгрі | Клімат повіту Тінгрі | Клімат повіту Тінгрі | Клімат повіту Тінгрі | Клімат повіту Тінгрі | Клімат повіту Тінгрі |
| Показник                | Січ.                 | Лют.                 | Бер.                 | Квіт.                | Трав.                | Черв.                | Лип.                 | Серп.                | Вер.                 | Жовт.                | Лист.                | Груд.                | Рік                  |
| Середній максимум, °C   | 3,7                  | 4,9                  | 8,2                  | 11,7                 | 15,9                 | 20                   | 19,3                 | 18                   | 17                   | 13                   | 8,1                  | 5,1                  | 12,1                 |
| Середня температура, °C | −6,6                 | −4,8                 | −1                   | 2,8                  | 7,2                  | 11,8                 | 12,3                 | 11,4                 | 9,8                  | 3,7                  | −2,3                 | −5,8                 | 3,2                  |
| Середній мінімум, °C    | −16,5                | −14,5                | −10,4                | −5,9                 | −0,7                 | 4,8                  | 7,1                  | 6,7                  | 3,7                  | −4,5                 | −11,4                | −15,5                | −4,8                 |
| Норма опадів, мм        | 0.9                  | 0.6                  | 0.4                  | 1.7                  | 8.8                  | 22.8                 | 103.3                | 117.7                | 28.5                 | 2.6                  | 0.9                  | 0.8                  | 289                  |
| Вологість повітря, %    | 27                   | 27                   | 29                   | 34                   | 41                   | 49                   | 59                   | 64                   | 57                   | 42                   | 35                   | 29                   | 41.1                 |
| ----------------------- | -------------------- | -------------------- | -------------------- | -------------------- | -------------------- | -------------------- | -------------------- | -------------------- | -------------------- | -------------------- | -------------------- | -------------------- | -------------------- |
| Джерело: data.cma.cn    |                      |                      |                      |                      |                      |                      |                      |                      |                      |                      |                      |                      |                      |

## Галерея зображень

Тінгрі
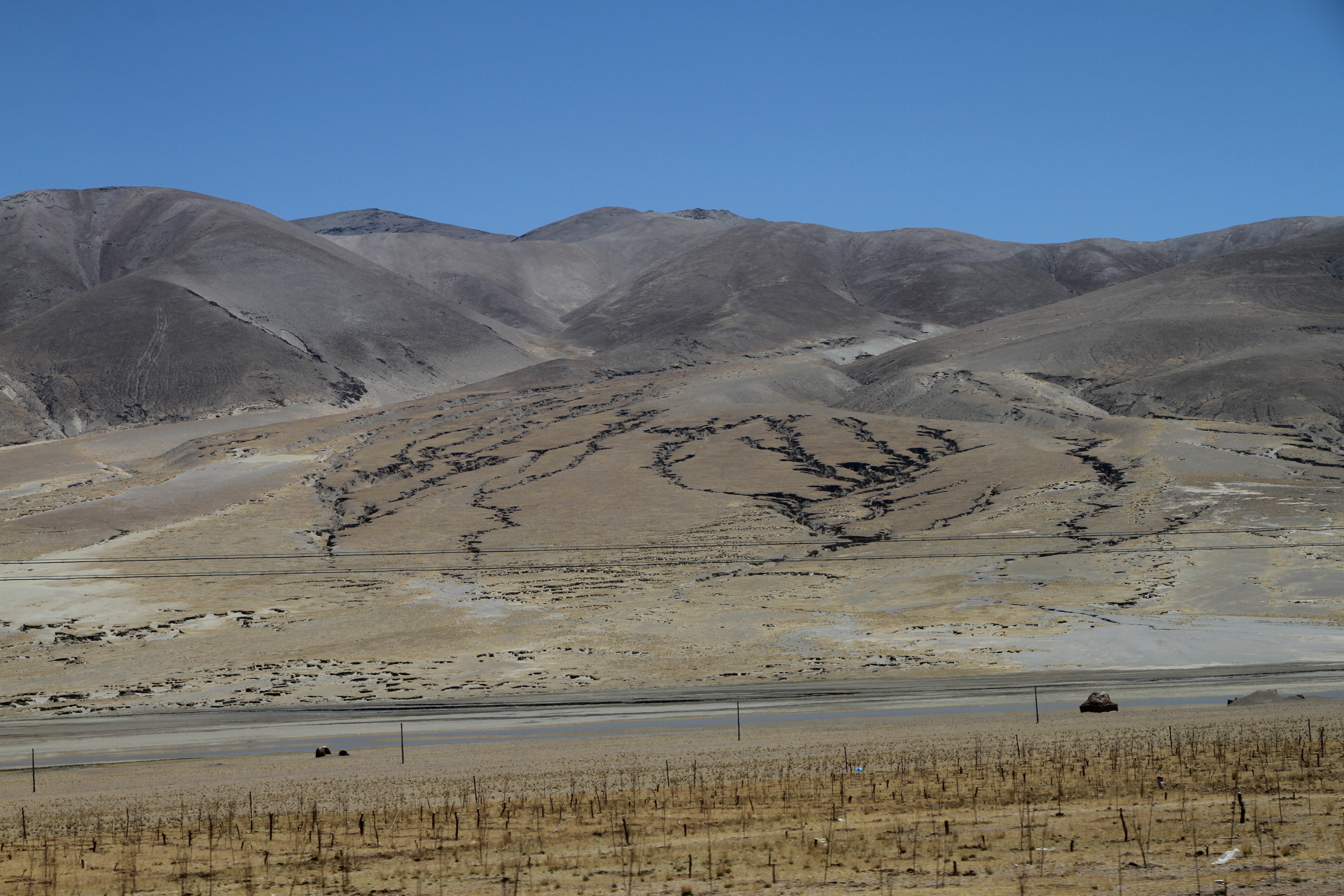
Шосе між перевалом Лалунг-Ла і Шелкаром
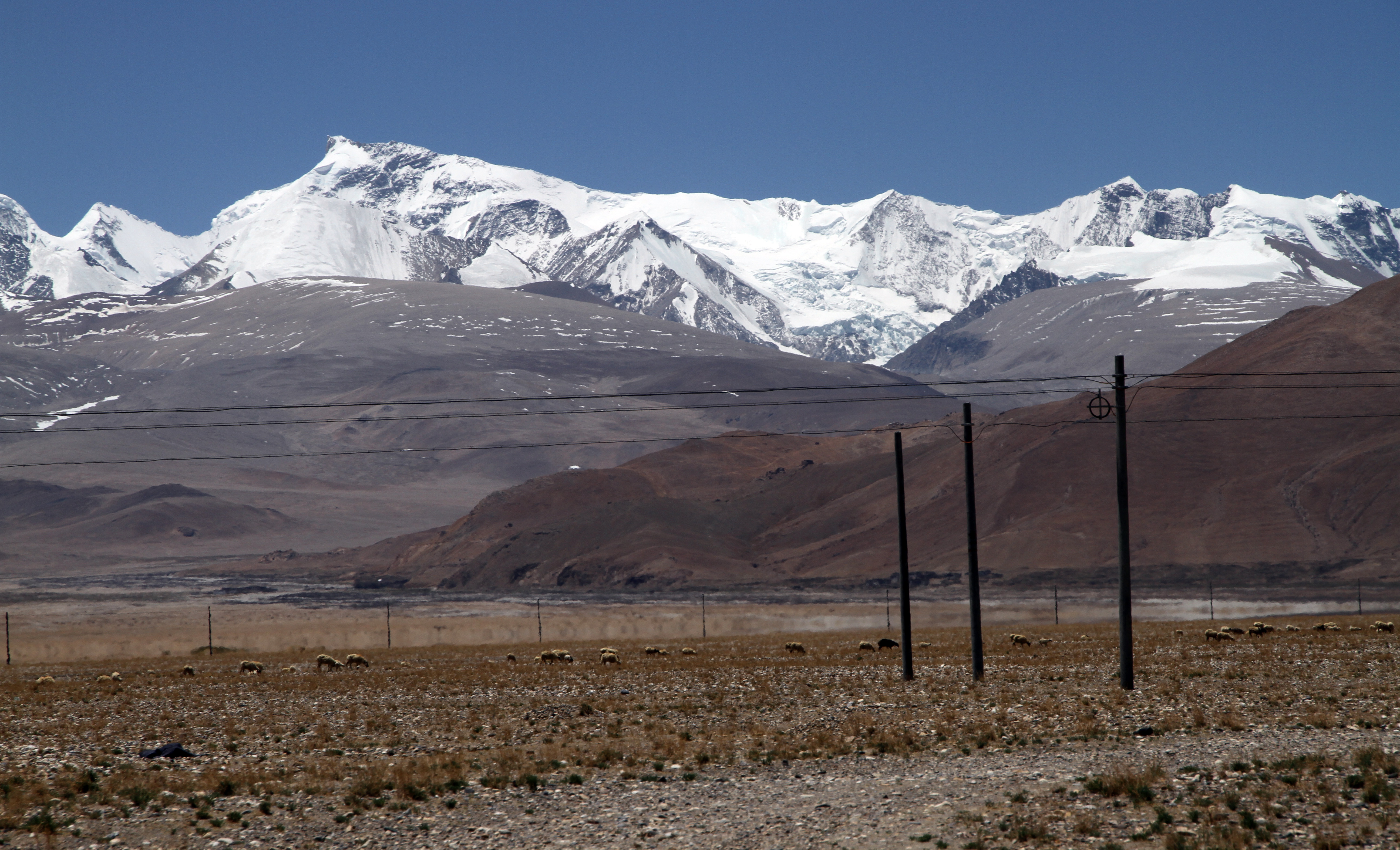
Гімалаї
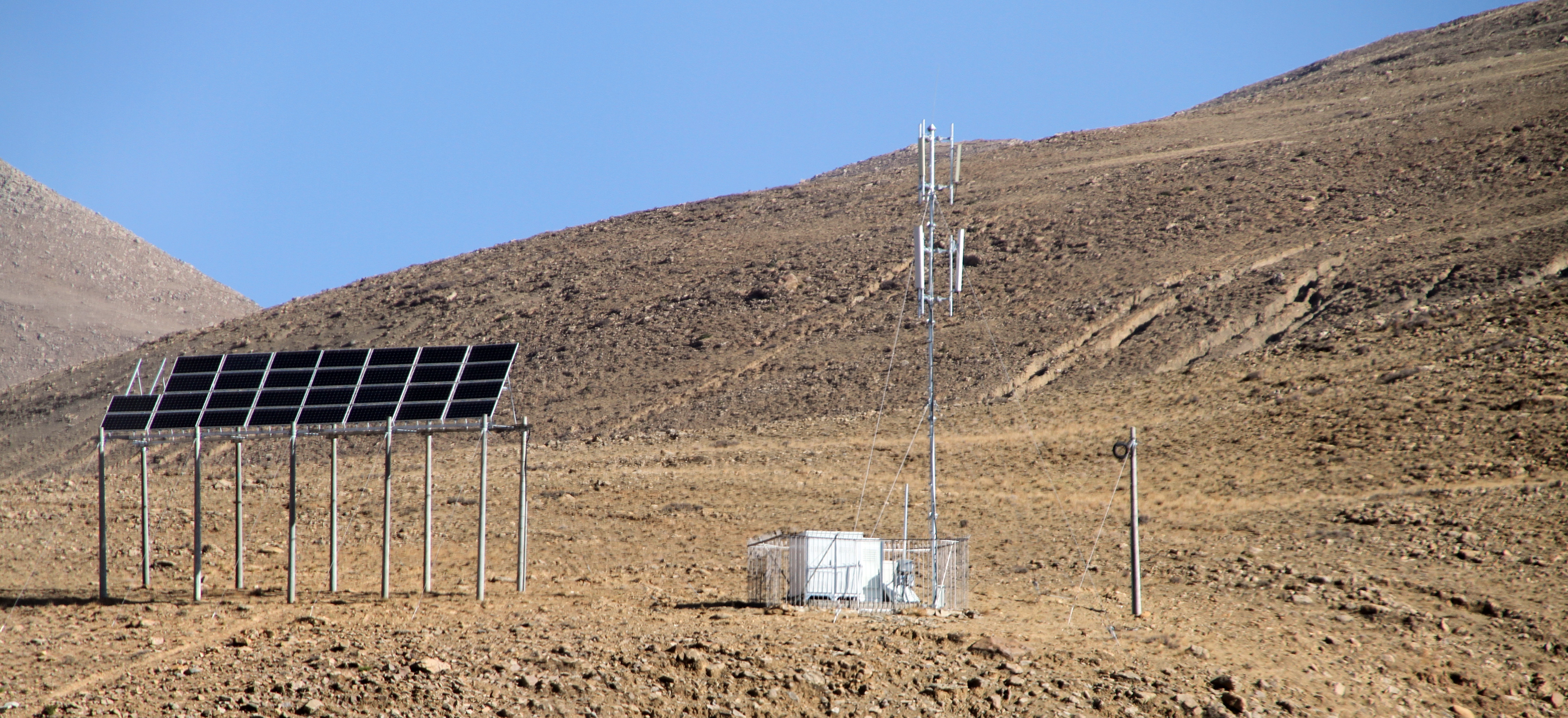
Сонячні панелі по дорозі на перевал Г'яцо-Ла